# Earl Soham
Earl Soham is een civil parish in het Engelse graafschap Suffolk.